# Grenz-Echo
Grenz-Echo o también estilizado GrenzEcho (en alemán: Eco Fronterizo) es el único diario en idioma alemán emitido en Eupen, Bélgica. Circula por toda la Comunidad Germanófona de Bélgica con un enfoque localista sobre la actualidad regional y nacional, tanto de la Comunidad como también del resto del país y también incluye noticias del distrito de Aquisgrán, en Alemania, ubicado en la frontera belgo-alemana. Actualmente es propiedad del grupo de medios belga Groupe Rossel.

## Historia y línea editorial
El diario fue fundado por los belgas Henri Michel, originario de Eupen, junto a Pierre Van Werveke como un semanario definido como “un órgano cristiano para la promoción de los intereses económicos de los nuevos territorios belgas”, referido a los cantones de Eupen-Malmedy, antiguos distritos de Prusia. En 1929 el diario fue adquirido por el Partido Católico belga hasta 1932, cuando lo traspasó a la agrupación católica Action Catholique con sede en Verviers, quienes fueron sus propietarios hasta 1985.
Desde un comienzo su línea editorial fue con un enfoque local, probelga y cercano a la Iglesia católica en Bélgica, con contenido centrado para la comunidad germanófona de nacionalidad belga.
Debido a su férrea oposición al nacionalsocialismo fue prohibido por el Tercer Reich a partir de abril de 1933, siendo relanzado al término de la Segunda Guerra Mundial.
En 2010 alcanzó una tirada de 12.104 ejemplares.